# USS Wichita (CA-45)
USS Wichita (CA-45) là một tàu tuần dương hạng nặng của Hải quân Hoa Kỳ, là chiếc duy nhất trong lớp của nó và tên được đặt theo thành phố Wichita tại tiểu bang Kansas, và là chiếc tàu chiến đầu tiên của Hải quân Hoa Kỳ được đặt cái tên này.Wichita đã tham gia phục vụ trong suốt Chiến tranh Thế giới thứ hai, thoạt tiên là hộ tống các đoàn tàu vận tải đi đến Murmansk ở phía Bắc Liên Xô và hỗ trợ cho cuộc đổ bộ trong Chiếc dịch Torch tại Mặt trận châu Âu vào năm 1942, và sau đó là tại Mặt trận Thái Bình Dương trong những năm 1943- 1945. Wichita đã phục vụ trong thành phần lực lượng chiếm đóng Nhật Bản sau chiến tranh trước khi được cho ngừng hoạt động vào năm 1947 và bị tháo dỡ vào năm 1959.

## Thiết kế và chế tạo
Wichita được đặt lườn vào ngày 28 tháng 10 năm 1935 tại Xưởng hải quân Philadelphia; được hạ thủy vào ngày 16 tháng 11 năm 1937; được đỡ đầu bởi Bà William F. Weigester, con gái ngài W. A. Ayres, Chủ tịch Ủy ban Thương mại Liên bang; và được đưa ra hoạt động vào ngày 16 tháng 2 năm 1939 dưới quyền chỉ huy của Thuyền trưởng, Đại tá Hải quân Thaddeus A. Thomson.
Thiết kế của con tàu là sự chuyển đổi từ những tàu tuần dương trước chiến tranh sang những chiếc được chế tạo trong Thế Chiến II. Nó được hình thành như một chiếc khác thuộc lớp tàu tuần dương hạng nhẹ Brooklyn, và trong thiết kế nó trông rất giống chúng, nhưng với kiểu tháp pháo mới 203 mm (8 inch) cùng tám khẩu pháo hạng hai 127 mm (5 inch)/38 caliber đa dụng, bốn khẩu trên các tháp pháo nòng đơn và bốn khẩu trên các bệ không che chắn. Hai tháp pháo của Wichita được bố trí ở cấu hình bắn thượng tầng phía trước và một tháp pháo thứ ba ở phía sau. Hai trong số tháp pháo bọc thép 127 mm (5 inch) được đặt trên tháp pháo chính phía trước và phía sau, và hai chiếc ở hai bên cầu tàu. Bốn bệ pháo mở 127 mm (5 inch) được bố trí phía sau giữa tàu. Sàn chứa máy bay và máy phóng của Wichita được đặt ở phía đuôi tàu, giống như mọi lớp tàu tuần dương sau này.

## Lịch sử hoạt động
Sau khi hoàn tất việc trang bị, Wichita lên đường về phía Nam hướng đến vịnh Mexico, đến Houston, Texas vào ngày 20 tháng 4 tham gia các hoạt động lễ hội kỷ niệm trận San Jacinto. Mười ngày sau, nó nhận một dãi bạc phục vụ từ các đại biểu của thành phố Wichita, Kansas mà nó mang tên. Sau khi rời Houston vào ngày 1 tháng 5, Wichita tiến hành chuyến đi chạy thử máy, viếng thăm quàn đảo Virgin, Cuba và Bahamas trước khi quay trở về xưởng đóng tàu để sửa chữa sau thử máy.

### Mở màn Chiến tranh Thế giới thứ hai
Wichita vẫn còn trong giai đoạn chuẩn bị khi Chiến tranh Thế giới thứ hai nổ ra tại Ba Lan vào ngày 1 tháng 9 năm 1939. Vào ngày 25 tháng 9, nó trình diện cùng Tổng tư lệnh Hạm đội Hoa Kỳ và được bố trí về Hải đội Tuần dương 7 thuộc Hạm đội Đại Tây Dương. Nó rời Philadelphia hướng đến Virginia Capes, đi đến Hampton Roads hai ngày sau đó. Wichita rời Hampton Roads vào ngày 4 tháng 10 để thay phiên cho tàu tuần dương Vincennes trong nhiệm vụ Tuần tra Trung lập. Nó ở lại ngoài biển cho đến ngày 9 tháng 10, khi nó quay trở về Hampton Roads. Nó vào Xưởng hải quân Norfolk vào ngày 12 tháng 10 và trải qua đợt sửa chữa tại đây cho đến ngày 1 tháng 12.
Ba ngày sau, Wichita lên đường hướng đến Cuba, đi đến vịnh Guantanamo vào ngày 8 tháng 12. Sau khi đến nơi, chỉ huy của nó, Đại tá Thomson, tiếp nhận quyền chỉ huy Lực lượng Tuần tra Caribbe mới được thành lập, bao gồm các tàu tuần dương Wichita và Vincennes, các tàu khu trục Borie, Broome, Lawrence, King và Truxtun và các hải đội tuần tra hải quân VP-33 và VP-51. Mọi đơn vị đều được đặt căn cứ tại vịnh Guantanamo hoặc tại San Juan, Puerto Rico.
Trong những tuần lễ tiếp theo sau, Wichita và các tàu tháp tùng của Lực lượng Tuần tra Caribbean tiến hành tập trận ngoài khơi vịnh Guantanamo. Bốn ngày trước lễ Giáng Sinh, chiếc tàu tuần dương hạng nặng rời vùng biển Cuba hướng đến Puerto Rico, và đi đến San Juan hai ngày sau đó. Sau đó, nó ghé thăm St. Thomas thuộc quần đảo Virgin một thời gian ngắn vào ngày 28–29 tháng 12 năm 1939 trước khi quay trở về San Juan và ở lại đây cho đến ngày 2 tháng 1 năm 1940.
Quay trở lại vịnh Guantanamo vào ngày 3 tháng 1, Wichita thực hành tại chỗ từ ngày 8 đến ngày 24 tháng 1, rồi nó rời vùng biển Cuba như là soái hạm của Phân đội Antilles vừa mới được tành lập, cũng bao gồm Vincennes và Hải đội Khu trục 10. Hai ngày sau đó, lực lượng được cho tách ra, khi Wichita cùng Hải đội Khu trục 82 viếng thăm Willemstad, Curaçao, West Indies thuộc Hà Lan từ ngày 26 đến ngày 30 tháng 1 trước khi lên được gặp gỡ Vincennes và nhóm tàu khu trục của nó vào ngày 31 tháng 1, trên đường quay trở lại vùng biển Puerto Rico.
Wichita tiến hành các hoạt động thực tập tại khu vực Guantanamo-Culebra, Puerto Rico cho đến cuối tháng 2, khi nó lên đường đi Hampton Roads. Nó đến Norfolk vào ngày 4 tháng 3 và trải qua năm ngày tại đây trước khi di chuyển về phía Bắc đến Philadelphia, nơi nó ở lại trong hai tuần. Sau khi quay trở lại Norfolk vào cuối tháng 3, Wichita hoạt động thực tập ngoài khơi Hampton Roads cho đến hết mùa Xuân.

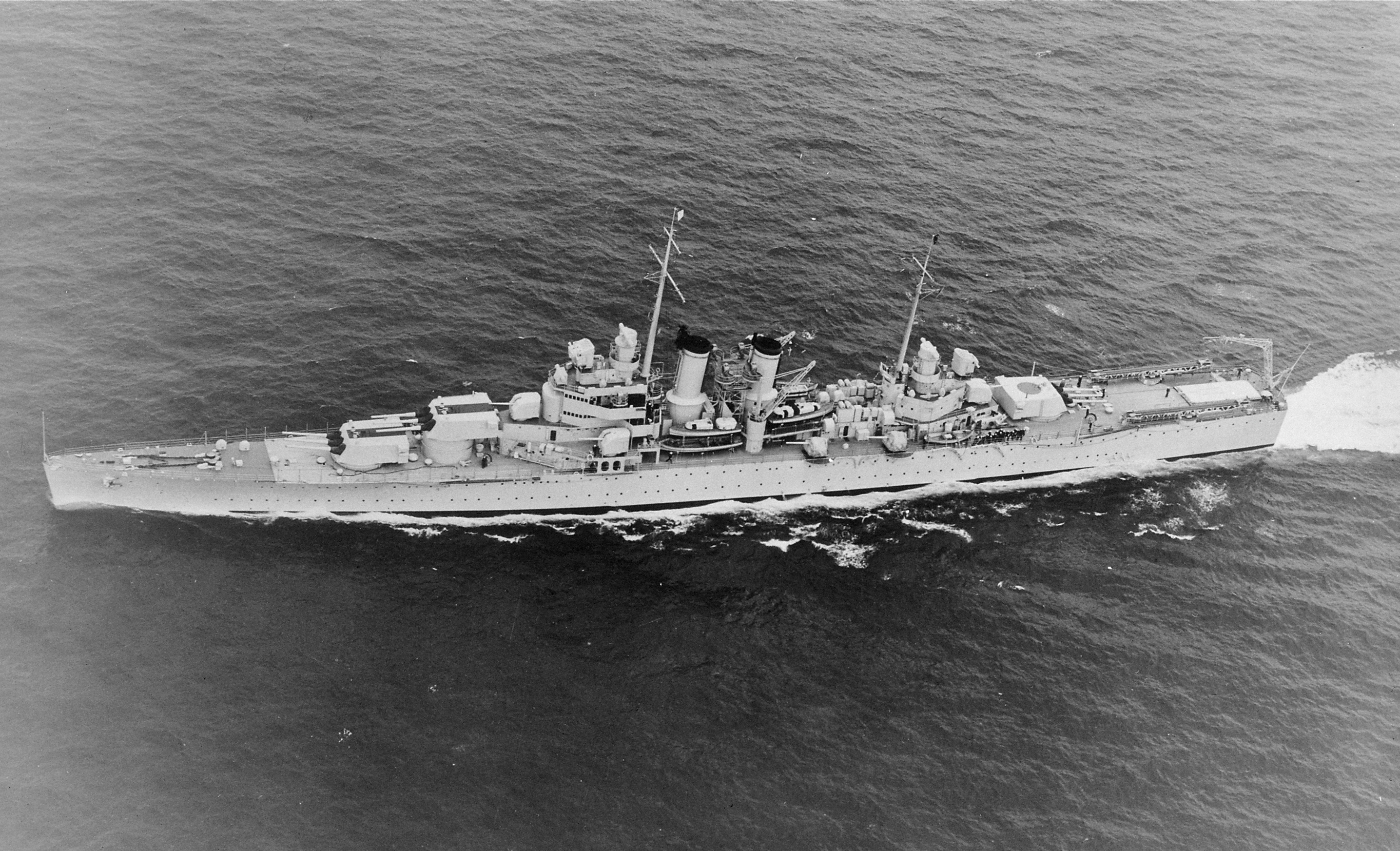
Wichita sơn màu xám nhạt trước chiến tranh, vào ngày 1 tháng 5 năm 1940.

Tuy nhiên, vào tháng 6, chiếc tàu tuần dương hạng nặng được giao nhiệm vụ "biểu dương lực lượng" tại vùng biển Nam Mỹ để đối phó với sự tuyên truyền của Đức Quốc xã tại một số nước "láng giềng tốt" phía Nam. Ngay từ giữa tháng 5 năm 1940, khi Đức tiến hành cuộc chiến tranh chớp nhoáng (blitzkrieg) hủy diệt vào Hà Lan và Pháp, Edwin C. Wilson, Công sứ Hoa Kỳ tại Uruguay, đã báo cáo từ Montevideo về sự bùng phát của việc tuyên truyền chủ nghĩa Quốc xã tại đây. Bộ Ngoại giao Mỹ và bản thân Tổng thống cũng chia sẻ mối lo ngại của Wilson về những nỗ lực nhằm bành trướng ảnh hưởng lên vùng Tây bán cầu.
Quincy là con tàu đầu tiên được cho gởi đến Montevideo, thủ đô của Uruguay, đến cảng này vào ngày 20 tháng 6 trong một sự đón tiếp nhiệt tình. Mười ngày sau, Wichita, cùng với Chuẩn Đô đốc A. C. Pickens tư lệnh Hải đội Tuần dương 7 trên tàu, gia nhập cùng Quincy tại đây sau khi ghé qua Rio de Janeiro trên đường đi.
Ảnh hưởng của những chiếc tàu tuần dương hạng nặng, "nhắc nhở về sức mạnh và tầm hoạt động của các lực lượng vũ trang Hoa Kỳ", được tiếp tục khi Wichita và Quincy lên đường vào ngày 3 tháng 7. Chúng ghé thăm Rio Grande do Sul; Santos; Rio de Janeiro; Salvador, Bahia; và Pernambuco, Brasil, trước khi quay trở lại Montevideo vào ngày 23 tháng 8. Các con tàu sau đó "biểu dương lực lượng" tại Buenos Aires, Argentina, và một lần nữa tại Rio de Janeiro trước khi quay trở về Hampton Roads vào ngày 22 tháng 9.
Wichita ở lại Norfolk một tuần trước khi tiếp tục đi đến New York, đến nơi vào ngày 30 tháng 9. Trong ba tháng tiếp theo, chiếc tàu tuần dương phục vụ như là tàu huấn luyện cho học viên mới của Chương trình Dự bị V-7, và tiến hành các cuộc tập luyện tác xạ, chủ yếu tại Khu vực Luyện tập phía Nam ngoài khơi Virginia.

### 1941
Wichita rời Hampton Roads vào ngày 7 tháng 1 năm 1941 hướng đến vùng biển Cuba, đến Guantanamo bốn ngày sau đó. Trong hai tháng rưỡi tiếp theo, Wichita tham gia các cuộc cơ động hạm đội tại khu vực Caribbe và các cuộc diễn tập đổ bộ tại Puerto Rico. Trong thời gian đó, nó ghé qua Portland Bight, Jamaica; Culebra; Guayanilla, Fajardo Roads và Mayagüez, Puerto Rico trước khi quay về Xưởng hải quân New York vào ngày 23 tháng 3.
Wichita khởi hành đi Bermuda vào ngày 6 tháng 4 và đến nơi hai ngày sau đó. Cùng với tàu tuần dương Tuscaloosa, Wichita hoạt động tại khu vực Bắc Đại Tây Dương, đi đến phạm vi cách Ireland 1.500 km (800 dặm), sau đó nó quay về Xưởng hải quân New York vào ngày 17 tháng 5 vào ụ tàu ngày 21 tháng 6.
Hoàn tất việc sửa chữa vào ngày 2 tháng 7, Wichita chuyển đến Newport, Rhode Island, nơi nó lên đường vào ngày 27 tháng 7 hướng đến Iceland trong thành phần Lực lượng Đặc nhiệm 16 tham gia Chiến dịch "Indigo II", cuộc chiếm đóng hòn đảo chiến lược này. Nó đến Reykjavík, thủ đô Iceland, vào ngày 6 tháng 8 nhưng lại quay trở về Newport vào ngày 20 tháng 8. Sau đó nó chuyển đến vịnh Casco, Maine, từ ngày 25 đến ngày 27 tháng 8 trước khi lên đường đi Newfoundland, ở lại vịnh Placentia trong khoảng một tháng. Tuy nhiên cùng lúc đó, các nhà chiến lược Hoa Kỳ, do lo sợ phản ứng của Đức đối với vai trò ngày càng gia tăng của Mỹ trong trận chiến Đại Tây Dương, đã cho phép đưa một lực lượng đặc nhiệm đến Iceland, đặt căn cứ tại đây và tuần tra eo biển Đan Mạch. Nằm trong thành phần được điều động này, Wichita lên đường vào ngày 23 tháng 9 hướng đến vùng biển Iceland cùng với tàu sân bay Wasp, thiết giáp hạm Mississippi, tàu sửa chữa Vulcan cùng bốn tàu khu trục, và đã đến Reykjavík vào ngày 28 tháng 9.
Hai ngày trước khi Wichita đến nơi, tàu chiến của Hạm đội Đại Tây Dương nhận được mệnh lệnh bảo vệ mọi con tàu thương mại trong vùng biển bảo vệ của Hoa Kỳ. Hải quân được phép tuần tra, bảo vệ, hộ tống, và báo cáo hoặc tiêu diệt mọi lực lượng hải quân Đức hay Ý can dự. Hành động này được đưa ra chỉ một tuần sau khi đoàn tàu vận tải đầu tiên được Hải quân Mỹ hộ tống hướng sang phía Đông, và chỉ hai tuần sau mệnh lệnh của Tổng thống Franklin D. Roosevelt: "bắn nếu thấy", cho phép các đơn vị Hải quân Mỹ tấn công mọi con tàu đe dọa tàu bè Mỹ hay tàu bè được Mỹ hộ tống.
Trong thành phần của Đội đặc nhiệm 7.5 (tên lóng "White Patrol", tuần tra trắng), Wichita tiếp tục các hoạt động tuần tra tại vùng biển Iceland cho đến cuối năm 1941; và nó đang thả neo tại Hvalfjörður, Iceland, vào lúc mà Đế quốc Nhật Bản tấn công Trân Châu Cảng vào ngày 7 tháng 12 năm 1941, thúc đẩy Hoa Kỳ chính thức tham gia Chiến tranh Thế giới thứ hai.

### 1942

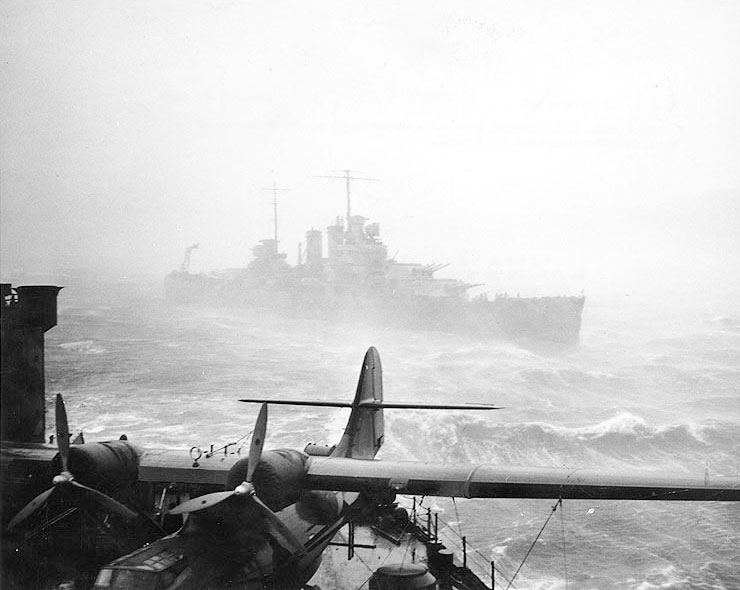
Wichita trải qua một cơn bão tại Iceland.

Wichita lên đường vào ngày 5 tháng 1 năm 1942 tiến hành một đợt huấn luyện ôn tập và tuần tra càn quét tại eo biển Đan Mạch trước khi quay trở về Hvalfjörður vào ngày 10 tháng 1. Năm ngày sau, một cơn cuồng phong lớn với sức gió lên đến 180 km/h (100 knot) ập đến Iceland. Wichita lẩn tránh được cơn bão cho đến khi những chiếc USS Albemarle và SS West Nohno bị gió thổi đứt dây neo. Wichita cơ động né tránh được Albemarle, nhưng West Nohno bị vướng vào dây neo của chiếc tàu tuần dương hạng nặng và va chạm mạn của nó vào mũi chiếc Wichita. Sau đó Wichita va chạm với một tàu đánh cá Anh trước khi bị mắc cạn vào lúc 16 giờ 41 phút ở tư thế cân bằng. Chiếc tàu chiến trải qua đêm trong gió giật và mưa tuyết và tầm nhìn rất giới hạn.
Ngày hôm sau, Wichita kiểm soát được tình trạng của mình. Việc khảo sát cho thấy nó bị hư hại nhẹ do các cú va chạm, chịu đựng một số điểm tràn nước, và những hư hỏng có thể sửa chữa được cho lườn và đuôi tàu do bị mắc cạn. Sau khi được sửa chữa tạm thời, Wichita đi đến Xưởng hải quân New York vào ngày 9 tháng 2. Sau khi được sửa chữa và cải biến trong ụ tàu, Wichita khởi hành vào ngày 26 tháng 2, ghé tạt qua Newport, Rhode Island, trước khi tiếp tục đi đến Boston vào ngày hôm sau. Chuyển sang vịnh Casco, Maine, chiếc tàu tuần dương thực hành tại vùng biển này cho đến ngày 11 tháng 3, khi nó lên đường đi Boston để tiếp đạn, rồi quay trở lại vịnh Casco không lâu sau đó.
Sau đó Wichita được điều về một lực lượng đặc nhiệm được hình thành chung quanh Wasp và thiết giáp hạm Washington, còn bao gồm Tuscaloosa và tám tàu khu trục dưới quyền chỉ huy của Chuẩn Đô đốc John W. Wilcox, Jr., vốn đặt cờ hiệu của mình trên chiếc Washington. Wichita khởi hành vào ngày 26 tháng 3, vào ngày hôm sau, khi đi ngang qua vùng biển động, Đô đốc Wilcox bị cuốn khỏi soái hạm của mình. Sau các nỗ lực tìm kiếm rộng rãi, xác của vị Đô đốc được tìm thấy nhưng không thể vớt lên được. Nhiệm vụ chỉ huy lực lượng được chuyển cho Chuẩn Đô đốc Robert C. Giffen, đặt cờ hiệu trên chiếc Wichita.
Vào ngày 3 tháng 4, lực lượng đặc nhiệm của Wichita gặp gỡ HMS Edinburgh, HMS Gambia và HMS Frobisher. Sau đó Edinburgh đã dẫn đường cho tàu tàu Mỹ đi vào Scapa Flow, căn cứ hoạt động mới, và đến nơi vào ngày 4 tháng 4. Trong những tuần lễ tiếp theo, Wichita thực hành ngoài khơi Scapa Flow cùng các đơn vị khác của Hạm đội Anh.
Hoàn tất việc huấn luyện và truyền thụ cùng Hải quân Hoàng gia Anh, chiếc tàu tuần dương ra khơi vào ngày 28 tháng 4 hộ tống cho các đoàn tàu vận tải PQ-15 và QP-11 đi đến và quay về từ cảng quan trọng Murmansk của Chương trình Cho thuê-Cho mượn hỗ trợ cho Liên Xô trong chiến tranh. Các hoạt động của Đức xuất hiện không lâu sau đó dưới dạng báo cáo của máy bay và tàu ngầm U-boat theo dõi rình mò. Hơn nữa, lại có vấn đề bên phía Đồng Minh: vào ngày 1 tháng 5 năm 1942, thiết giáp hạm HMS King George V húc phải và làm chìm tàu khu trục HMS Punjabi. King George V phải quay về cảng để sửa chữa, và vị trí của nó được thay thế bởi HMS Duke of York. Sau khi hoàn tất việc hộ tống QP-11, lực lượng rút lui về hướng Seyðisfjörður, Iceland. Chiếc tàu chiến Mỹ được cho tách ra để quay về Hvalfjörður, và đến nơi và ngày 6 tháng 5.

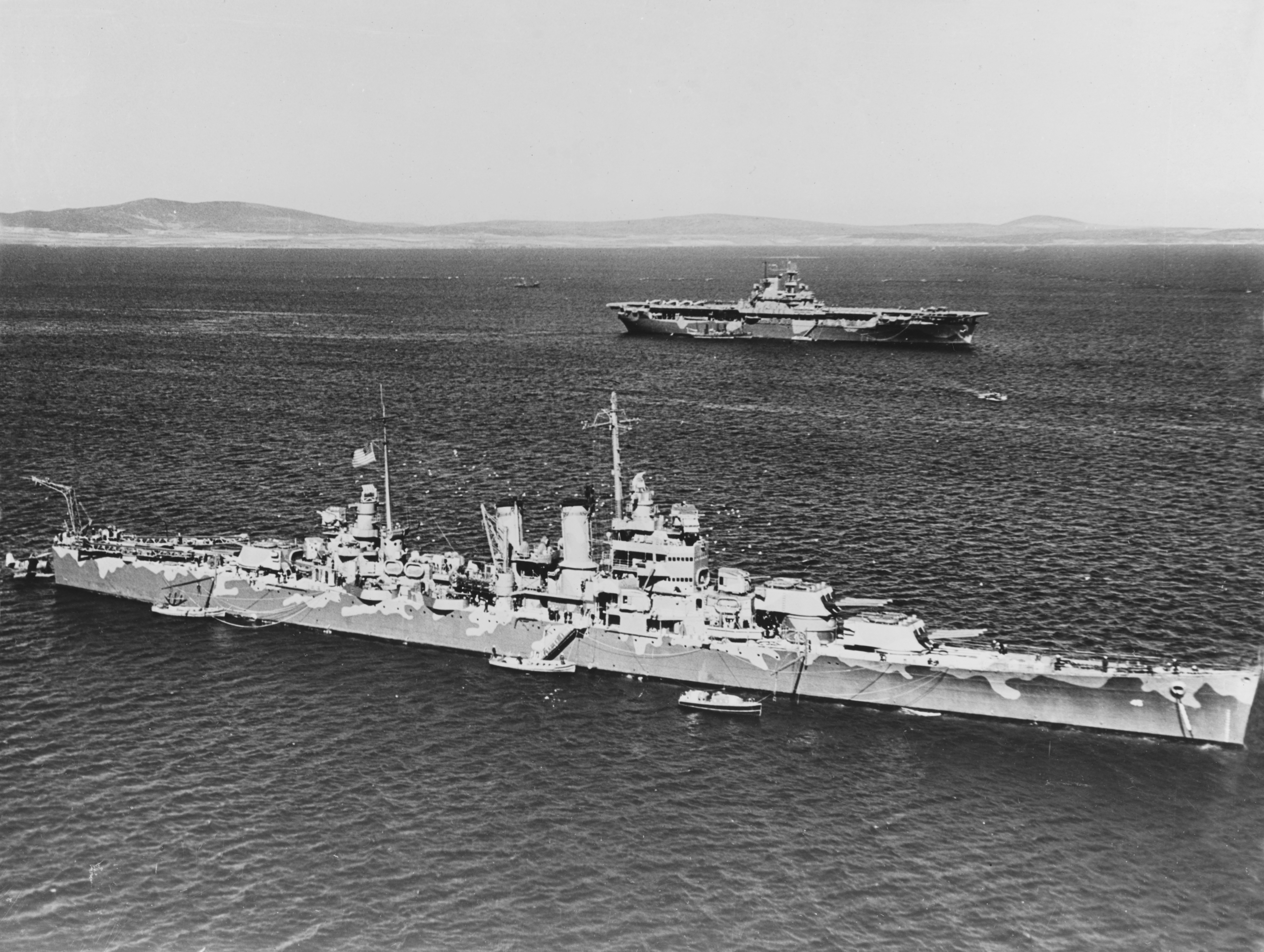
Wichita và Wasp trong cảng vào năm 1942.

Sau gần một tuần trong cảng, Wichita lên đường vào ngày 12 tháng 5 thay phiên cho Tuscaloosa tuần tra trong eo biển Đan Mạch, giữa Iceland và Greenland. Một tuần sau, nó quay về Hvalfjörður rồi lại ra khơi trong thành phần lực lượng hộ tống hỗn hợp Anh-Mỹ bảo vệ cho đoàn tàu vận tải PQ-16 trong chặng đi đến Murmansk và đoàn QP-12 quay trở về, và về đến Scapa Flow vào ngày 29 tháng 5. Trong khi ở trong cảng, vào ngày 7 tháng 6, Vua George VI đã thị sát Wichita cùng các tàu chiến khác của lực lượng đặc nhiệm, kể cả Washington.
Lên đường đi Hvalfjörður vào ngày 12 tháng 6 và đến nơi vào ngày 14 tháng 6, Wichita thay phiên cho HMS Cumberland trong hoạt động "White Patrol" tại eo biển Đan Mạch không lâu sau đó. Đang khi tuần tra vào ngày 17 tháng 6, Wichita phát hiện một chiếc Focke-Wulf Fw 200 "Condor", kiểu máy bay trinh sát hàng hải và ném bom bốn động cơ, và đã nổ súng vào nó. Ba ngày sau, chiếc tàu tuần dương hạng nặng lại bắn vào một chiếc "Condor" thứ hai mà vẫn không có kết quả.
Hoạt động của đối phương gần các tuyến đường vận tải đến Murmansk và tại khu vực eo biển Đan Mạch không hề lắng dịu trong những ngày tiếp theo. Vào ngày 21 tháng 6, Wichita nhìn thấy một kính tiềm vọng của tàu ngầm; nó đã thực hiện lẩn tránh và không có hoạt động tấn công nào xảy ra sau đó, và chiếc tàu tuần dương tiếp tục cuộc tuần tra. Ngày kế tiếp, nó phát hiện một chiếc "Condor" thứ ba nhưng không nổ súng. Sau đó Wichita đi đến Hvalfjörður rồi từ đây đi đến Seidisfjordur vào cuối tháng 6. Rời cảng này vào ngày 30 tháng 6 để hộ tống đoàn tàu vận tải PQ-17, chiếc tàu chiến nằm trong thành phần "Lực lượng Tuần dương Bảo vệ", bao gồm Wichita cùng ba tàu tuần dương hạng nặng khác và ba tàu khu trục. Các lực lượng hỗ trợ khác bao gồm hai thiết giáp hạm, một tàu sân bay, một tàu tuần dương hạng nặng và một tàu tuần dương hạng nhẹ cùng chín tàu khu trục.
Bản thân đoàn tàu vận tải là một lực lượng lớn, 36 tàu buôn chất đầy đủ loại hàng hóa chiến tranh khác nhau được gửi cho Liên Xô theo Chương trình Cho thuê-Cho mượn, và một "tàu CAM", tàu buôn được trang bị một máy phóng cùng một máy bay Hawker Hurricane để phòng thủ tại chỗ. Không may cho đoàn tàu vận tải, một thử thách đang chờ đợi phía trước các con tàu Đồng Minh. Đến ngày 1 tháng 7, rõ ràng là phía Đức đã phát hiện hoạt động này do có sự tăng cường hoạt động của tàu ngầm U-boat về phía Đông. Một bức điện thu được từ phía Đức cho thấy đoàn tàu vận tải đã bị phát hiện. Thủy thủ trên Wichita ghi nhận thời tiết trở nên rất xấu: tầm nhìn rất kém; trần mây không bao giờ cao hơn 200 ft (61 m) và đôi khi che khuất hoàn toàn.
Lúc 23 giờ 40 phút ngày 2 tháng 7, máy bay trinh sát "Condor" điện báo cáo vị trí của đoàn tàu vận tải khi họ đang đi qua vùng biển sóng gió hướng sang Nga. Ngày hôm sau, một bức điện thu được cho thấy Đức đang tập trung một lực lượng tàu nổi mạnh được xây dựng chung quanh thiết giáp hạm Tirpitz để đánh chặn đoàn tàu vận tải. Đầu buổi chiều, việc trinh sát hình ảnh cảng Trondheim thuộc Na Uy xác nhận rằng Tirpitz, tàu tuần dương Admiral Hipper và bốn tàu khu trục đã ra khơi.
Tàu ngầm U-boat và máy bay "Condor" liên tục dõi theo những con tàu của PQ-17. Vào ngày 4 tháng 7, Wichita phóng lên hai chiếc thủy phi cơ SOC Seagull trang bị mìn sâu để thăm dò vùng rìa phía ngoài của đoàn tàu vận tải và tấn công các tàu U-boat dõi theo. Những chiếc máy bay quay về lúc 16 giờ 45 phút, không tìm thấy tàu ngầm đối phương nhưng đã đụng độ với những máy bay do thám đối phương. Nỗi lo ngại về việc bị tấn công cuối cùng đã trở nên hiện thực vào cuối ngày hôm đó, khi 25 máy bay Heinkel He 111 trang bị ngư lôi ập đến từ mạn phải của đoàn tàu vận tải. Ba tàu hàng bị đánh trúng; chúng bị bỏ lại sau đó và bị chìm, trong đó một chiếc đã trúng phải ngư lôi từ đêm hôm trước. Tuy nhiên, tình hình vẫn không sáng sủa hơn.
Sự hiện diện của những hạm tàu hạng nặng Đức Tirpitz và Admiral Hipper ngoài biển, cùng các tàu theo hộ tống, đã buộc đoàn tàu vận tải phải đổi hướng. Vào lúc 19 giờ 23 phút, đoàn tàu vận tải nhận được bức điện tai họa: "Do mối đe dọa từ các hạm tàu nổi đối phương, PQ-17 sẽ được phân tán và đi đến các cảng Nga." Mệnh lệnh này đã kết liễu số phận của đa số các tàu buôn. Đến 19 giờ 36 phút, Bộ Hải quân Anh đánh điện: "Phân tán đoàn tàu vận tải."
Cuộc tháo chạy hỗn loạn đến Murmansk được thực hiện mà không có sự trợ giúp của lực lượng bảo vệ, vì ngày sau mệnh lệnh "phân tán" là một chỉ thị khác được gửi đến lực lượng tuần dương lúc 19 giờ 44 phút: "Rút lui về phía Tây với tốc độ cao". Tuân theo mệnh lệnh, Wichita và các tàu chiến khác đổi hướng, và đến 20 giờ 25 phút ngày 4 tháng 7, gia tăng tốc độ lên 25 kn (46 km/h). Ngày hôm sau, đang khi về phía Nam Spitsbergen, các con tàu bị một cặp thủy phi cơ FW-200 phát hiện và theo dõi. Cả Wichita lẫn Tuscaloosa đã khai hỏa với các khẩu pháo phòng không, nhưng những chiếc "Condors" đã lẫn đi.
Wichita gia nhập cùng phần còn lại của Hạm đội vào ngày 6 tháng 7 rồi tiếp tục hướng đến Hvalfjörður, đến nơi hai ngày sau đó. Trong vòng một tuần, chiếc tàu tuần dương hạng nặng lại đảm trách vai trò soái hạm, lần này là cho Chuẩn Đô đốc Giffen Tư lệnh Lực lượng Đặc nhiệm 99. Lên đường đi Scapa Flow vào ngày 19 tháng 7, nó đến nơi vào ngày 21 tháng 7, để rồi lại khởi hành ngay ngày hôm sau đi đến xưởng tàu Admiralty tại Rosyth, Scotland. Đến nơi vào ngày 23 tháng 7, Wichita vào ụ tàu để sửa chữa vào ngày 24 tháng 7 và ở lại đó cho đến ngày 9 tháng 8.
Tuy nhiên, việc sửa chữa sự rung động của một chân vịt tỏ ra không hiệu quả, khi Tùy viên Hải quân tại London đánh điện vào ngày 12 tháng 8 cho biết hiệu quả tác chiến của con tàu bị ảnh hưởng nghiêm trọng khi đi với tốc độ vượt quá 20 kn (37 km/h). Vì vậy, hai ngày sau đó, Wichita nhận được lệnh lên đường, đi ngang qua Hvalfjörður để quay về Hoa Kỳ. Khi nó quay về nhà, chiếc tàu tuần dương được đánh giá "đã hoạt động một cách thông minh và hiệu quả" bởi Đô đốc John Tovey, Tổng tư lệnh Hạm đội Nhà, vốn đã viếng thăm con tàu trước khi khởi hành và phát biểu trước thủy thủ đoàn.
Sau một chặng dừng ngắn tại Hvalfjörður, Wichita đi đến New York vào ngày 22 tháng 8 và đi vào ụ tàu tại Xưởng hải quân New York cùng ngày hôm đó. Rời ụ tàu ngày 5 tháng 9, chiếc tàu tuần dương hạng nặng trải qua đợt chạy thử máy trong vòng một tuần trước khi di chuyển đến Hampton Roads. Nó tiến hành đợt thực hành tác xạ tại vịnh Chesapeake; ghé thăm Baltimore từ ngày 24 đến ngày 28 tháng 9; rồi đi đến khu vực thực hành Virginia Capes tiếp nối các cuộc thực tập và huấn luyện.
Lên đường vào ngày 5 tháng 10 đi vịnh Casco, nó đến nơi vào ngày 6 tháng 10, chất đạn dược lên tàu tại Boston rồi quay trở lại vịnh Casco để thực hành, vốn kéo dài cho đến cuối tháng 10, khi chiếc tàu tuần dương được điều về Đội đặc nhiệm 34.1, dưới quyền chỉ huy của Chuẩn đô đốc H. Kent Hewitt đặt cờ hiệu của mình trên chiếc Augusta, vốn còn bao gồm thiết giáp hạm Massachusetts, tàu tuần dương Tuscaloosa, Hải đội Tuần dương 8 cùng các hải đội khu trục 8 và 11. Lên đường vào ngày 24 tháng 10, Wichita lên đường đi đến vùng biển Bắc Phi, bảo vệ cho con đường đi của đoàn tàu vận tải được tập trung để tiến hành Chiến dịch Torch.
Vào ngày 8 tháng 11 năm 1942, Wichita bước vào hoạt động trực chiến lúc 05 giờ 40 phút với nhiệm vụ sẵn sàng vô hiệu hóa các khẩu đội pháo phòng thủ duyên hải Pháp tại Point El Hank và Table d'Aukasha cũng như các tàu chiến Pháp trong cảng Casablanca. Do không biết rõ thái độ và phản ứng của phía Pháp đối với việc đổ bộ, Wichita và các tàu chiến khác được lệnh không nổ súng cho đến khi "bất khả kháng và gặp sự đối địch".
Tuy nhiên, người Pháp quyết định kháng cự, khiến đưa đến cuộc Hải chiến Casablanca. Được lệnh tấn công lúc 06 giờ 23 phút, Wichita tiến về phía bờ biển Bắc Phi, trong khi các thủy phi cơ trinh sát Seagull của nó được phóng lên để định vị điểm pháo rơi. Máy bay tiêm kích Pháp, có thể là kiểu Dewoitine D.520 hoặc P-36 Hawk do Mỹ chế tạo, đã tấn công những chiếc Seagull, một trong số chúng bị buộc phải hạ cánh khẩn cấp. Đội bay của nó được một trong các tàu hộ tống cho chiếc tàu tuần dương hạng nặng vớt lên.

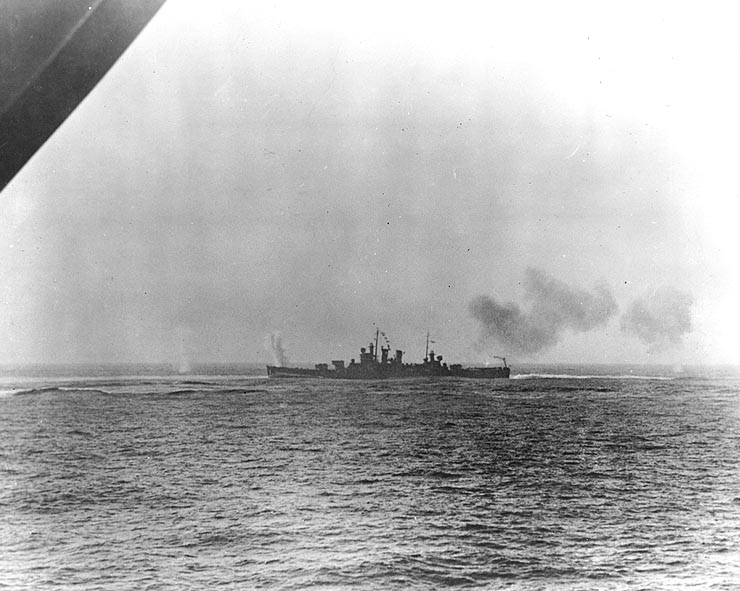
Wichita đang đấu pháo với Jean Bart

Đến 07 giờ 04 phút, các khẩu pháo của thiết giáp hạm Pháp Jean Bart khai hỏa từ cảng Casablanca, cũng như những khẩu đội bố trí tại El Hank. Cho dù đang thả neo trong cảng và trong tình trạng chưa hoàn tất, Jean Bart cũng tung ra một hỏa lực mạnh mẽ từ dàn pháo chính. Massachusetts bắn trả lúc 07 giờ 05 phút, có Tuscaloosa tiếp nối không sau đó.
Các khẩu pháo 8 in (200 mm) của Wichita khai hoả lúc 07 giờ 06 phút, nhắm về phía El Hank. Đến 07 giờ 23 phút, khi các máy bay trinh sát thông báo rằng các khẩu pháo Pháp dường như đã ngừng bắn, chiếc tàu tuần dương hạng nặng chuyển dàn hỏa lực 8 inch của mình về hướng các tàu ngầm Pháp trong cảng Casablanca. Ngừng bắn lúc 07 giờ 40 phút, Wichita bắt đầu bắn phá các khẩu đội pháo Pháp tại Table d'Aukasha không lâu trước 08 giờ 00.
Sau khi tiếp tục nã pháo vào các tàu bè Pháp trong cảng Casablanca, Wichita được lệnh ngừng bắn lúc 08 giờ 35 phút. Tuy nhiên, đến 09 giờ 19, nó lại nổ súng — lần này nhắm vào các tàu khu trục Pháp trong cảng vào tàu tuần dương Pháp Primauguet. Sau đó, lúc 11 giờ 28 phút, Wichita vào trong tầm bắn của một khẩu đội Pháp tại El Hank, các pháo thủ phe Vichy đã nhắm vào chiếc tàu tuần dương Mỹ. Một quả đạn pháo 194 mm (7,6 in) đã bắn trúng mạn trái con tàu, xuyên qua sàn tàu thứ hai gần cột ăn-ten chính, và phát nổ trong một khoang nghỉ của thủy thủ đoàn. Mảnh đạn đã làm bị thương 14 người, nhưng không ai bị thương nặng, và đám cháy xảy ra được nhanh chóng dập tắt bởi các đội kiểm soát hư hỏng của Wichita.
Các quả ngư lôi từ một tàu ngầm phe Pháp Vichy đã buộc Wichita phải cơ động để né tránh lúc 11 giờ 39 phút. Hai quả đã băng qua trước mũi tàu ở khoảng cách khoảng một chiều dài tàu, và một quả khác băng qua sâu dưới mũi tàu hay hơi chệch về phía trước. Sau khi ngừng bắn lúc 11 giờ 42 phút, Wichita nhận được mệnh lệnh một giờ sau đó tấn công các tàu Pháp đang tìm cách thoát ra theo lối ra vào cảng Casablanca. Được sự trợ giúp bởi tầm nhìn được cải thiện và việc trinh sát từ trên không, nó lại nả pháo vào Primauguet, làm bốc cháy một phần lớn con tàu đối phương. Lúc 15 giờ 05 phút, Wichita ngừng bắn; các khẩu pháo của nó im tiếng cho đến hết ngày hôm đó. Vào lúc chiều tối, nó di chuyển ra phía biển nhằm tránh các cuộc tấn công đêm của tàu ngầm; và trong những ngày tiếp theo sau, nó tuần tra ngoài khơi giữa Casablanca và Fedhala. Khi vai trò trong "Chiến dịch Torch" hoàn tất, nó được lệnh quay trở về Hoa Kỳ, và Wichita lên đường đi Hampton Roads vào ngày 12 tháng 11. Được lệnh chuyển hướng sang New York đang trên đường đi, nó đến nơi vào ngày 19 tháng 11 để sửa chữa.

### 1943
Không lâu sau đó, Wichita lên đường đi sang Thái Bình Dương. Ngày 29 tháng 1 năm 1943, chiếc tàu tuần dương hạng nặng có hoạt động tác chiến đầu tiên tại chiến trường mới trong một cuộc tấn công đêm bằng ngư lôi của máy bay Nhật ngoài khơi đảo Rennell. Những máy bay không rõ nhận diện xuất hiện trên màn hình radar của Wichita suốt buổi xế chiều, lượn vòng ở khoảng cách 40–50 dặm (64–80 km), đôi khi đến gần còn 20 dặm (32 km) trước khi nới rộng khoảng cách. Khi trời tối, Wichita, Louisville (CA-28) và Chicago (CA-29) cùng các tàu khu trục hộ tống bắt đầu chạy zig-zag để né tránh tàu ngầm đối phương. Đến 20 giờ 42 phút, các máy bay Nhật đến gần để bắn phá rồi rút lui; và các đợt tấn công lẻ tẻ tiếp nối sau đó.
Bắt được tín hiệu máy bay đối phương trên màn hình radar lúc 20 giờ 43 phút, Wichita khai hỏa nhắm vào chúng một phút sau đó. Các sự kiện tiếp theo diễn biến nhanh chóng; những máy bay ném bom hai động cơ Mitsubishi G4M "Betty" mang ngư lôi vây quanh Chicago và chiếu sáng chiếc tàu tuần dương bằng pháo sáng, Chicago trúng hai quả ngư lôi chỉ trong vòng một phút. Wichita và Chicago dựng lên một hàng rào hỏa lực phòng không dày đặc, bắn rơi hai chiếc "Betty". Wichita sau đó bắn cháy thêm một chiếc "Betty" khác khi nó băng đến từ phía đuôi bên mạn phải. Một quả ngư lôi phóng từ chiếc máy bay chạy song song với con tàu bên mạn phải; còn quả kia đâm thẳng vào chiếc tàu tuần dương, nhưng may mắn cho Wichita là nó bị tịt ngòi. Chicago sau đó được Louisville kéo đi, và lực lượng tìm cách rút lui khỏi khu vực chiến sự. Tuy nhiên, Chicago lại bị máy bay đối phương bắt kịp vào ngày hôm sau, trúng thêm bốn quả ngư lôi và đắm nhanh chóng.
Wichita sau đó tiến hành huấn luyện tại Efate thuộc quần đảo New Hebrides, trước khi khởi hành đi Oahu vào ngày 7 tháng 4, đi đến Trân Châu Cảng một tuần sau đó. Chiếc tàu tuần dương chỉ ở lại quần đảo Hawaii một thời gian ngắn, khi nó lại lên đường đi Adak, Alaska vào ngày 18 tháng 4 trong vai trò soái hạm cho Đội đặc nhiệm 52.10. Đi đến khu vực quần đảo Aleut sáu ngày sau đó, nó chuyển sang đảm nhiệm vai trò soái hạm cho Đội đặc nhiệm 16.14, bao gồm Wichita, Louisville và bốn tàu khu trục. Lực lượng tiến hành càn quét khu vực phía Tây và Tây Bắc đảo Attu trước khi quay trở lại Adak vào ngày 26 tháng 4.
Wichita tiếp tục hoạt động tại khu vực quần đảo Aleut trong vai trò soái hạm của Đội đặc nhiệm 16.7, và hoạt động cùng các thiết giáp hạm New Mexico (BB-40) và Nevada (BB-36) cùng thành phần hộ tống cho chúng từ ngày 29 tháng 5 đến ngày 18 tháng 6. Đến nữa cuối tháng 6, nó hoạt động về phía Bắc của chuỗi quần đảo Aleut cùng các thiết giáp hạm; và trong vai trò soái hạm của Đội đặc nhiệm 16.21, nó đã bắn phá Kiska vào ngày 22 tháng 7 trước khi đi đến phía Tây Nam của hòn đảo này, rồi quay trở về Adak vào cuối tháng đó.
Wichita ở lại khu vực quần đảo Aleut cho đến giữa tháng 8, khi nó khởi hành đi xuống phía Nam, đi vào Xưởng hải quân Puget Sound ở Bremerton, Washington vào ngày 4 tháng 9 để đại tu. Công việc sửa chữa và nâng cấp kéo dài cho đến ngày 3 tháng 12, 1943. Nó lên đường đi xuống phía Nam vào ngày hôm sau, đi đến San Francisco, California vào ngày 6 tháng 12, nhưng lập tức tiếp tục hành trình đi sang quần đảo Hawaii.

### 1944

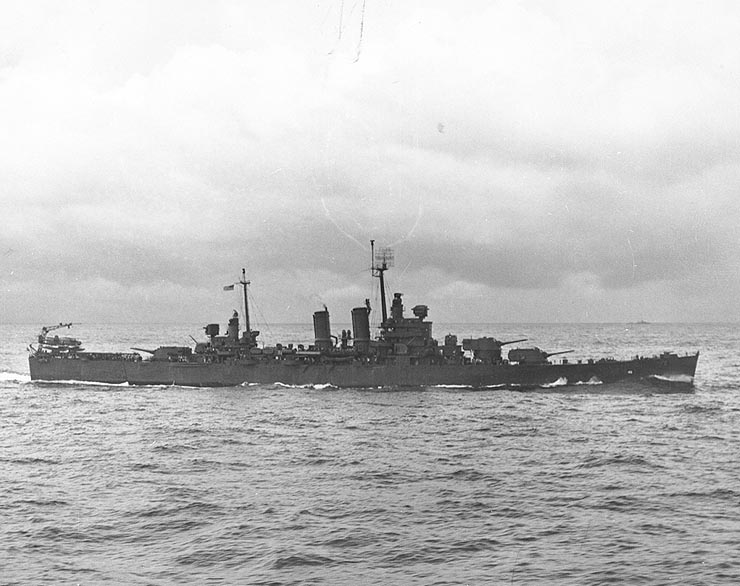
Wichita trên đường đi tại Thái Bình Dương, 1944.

Wichita thực hành và huấn luyện tại khu vực quần đảo Hawaii cho đến khi nó khởi hành vào ngày 16 tháng 1, 1944 cho chiến dịch tấn công lên quần đảo Marshall. Nó được điều về Đội đặc nhiệm 58.3 vốn còn bao gồm một tàu sân bay, hai tàu sân bay hạng nhẹ, hai thiết giáp hạm và chín tàu khu trục, được đặt dưới quyền chỉ huy của Chuẩn đô đốc Frederick C. Sherman, vốn đặt cờ hiệu của mình trên tàu sân bay Bunker Hill (CV-17). Trong khi chiếc tàu tuần dương hạng nặng hộ tống cho đội đặc nhiệm, Bunker Hill và hai tàu sân bay hạng nhẹ đã tung ra các cuộc không kích xuống các vị trí đối phương tại Kwajalein vào ngày 29 tháng 1, rồi xuống Eniwetok trong các ngày 30 và 31 tháng 1 trong khi lực lượng Thủy quân Lục chiến đổ bộ lên Kwajalein và Majuro.
Wichita đi đến đảo san hô Majuro vào ngày 4 tháng 2, được điều động sang Đội đặc nhiệm TG 58.2 rồi lên đường đi Truk vào ngày 12 tháng 2. Trong khuôn khổ Chiến dịch Hailstone, tàu sân bay thuộc đội đặc nhiệm đã tiến hành không kích xuống căn cứ chủ lực này của Hải quân Nhật Bản vào ngày 16 tháng 2, gây thiệt hại nặng nề cho máy bay, tàu bè và cơ sở căn cứ trên bờ của đối phương. Không quân đối phương phản công bằng cuộc tấn công ban đêm nhắm vào hạm đội Hoa Kỳ, và phóng ngư lôi trúng tàu sân bay Intrepid (CV-11) không lâu sau nữa đêm. Wichita vì vậy được điều sang Đơn vị Đặc nhiệm 58.2.4 mới hình thành để hộ tống chiếc tàu sân bay bị hư hại rút lui về khu vực an toàn. Đơn vị đặc nhiệm về đến Majuro vào ngày 20 tháng 2.
Wichita lên đường đi Hawaii một tuần sau đó, đi đến Trân Châu Cảng vào ngày 4 tháng 3. Nó đảm nhiệm vai trò soái hạm cho Đội tuần dương 6 vào ngày 9 tháng 3, rồi lên đường đi Majuro vào ngày 15 tháng 3, đến nơi năm ngày sau đó. Nó hỗ trợ cho các tàu sân bay trong chiến dịch không kích lên các đảo Yap, Woleali và quần đảo Palau. Vào ngày 30 tháng 3, chiếc tàu tuần dương cho phóng lên hai trong số ba thủy phi cơ của nó, cứu vớt được đội bay ba người một máy bay ném bom-ngư lôi TBF Avenger của tàu sân bay Lexington bị rơi xuống biển. Nó tiếp tục hộ tống cho các tàu sân bay nhanh khi chúng tiếp tục không kích xuống Palaus và Woleali trước khi quay trở về Majuro.
Vào ngày 13 tháng 4, Wichita lên đường hướng đến New Guinea, nơi nó hỗ trợ cho các cuộc tấn công lên Hollandia (nay là Jayapura) và Wakde. Khoảng hơn một tuần sau đó, tàu sân bay thuộc đội đặc nhiệm tiếp tục ở lại phía Bắc Hollandia, tiến hành không kích các vị trí quân Nhật, vô hiệu hóa chúng cho đến xế trưa ngày 22 tháng 4, sau đó nó tiếp tục tuần tra dọc bờ biển New Guinea. Đội đặc nhiệm 58.2 lại quay trở lại khu vực phụ cận Truk và tung ra các đợt không kích khác xuống căn cứ Nhật Bản này vào ngày 29 tháng 4; máy bay ném bom-ngư lôi Nhật tìm cách tấn công đội hình nhưng không trúng đích. Do được bố trí ở giữa đội hình hạm đội, con tàu ít có dịp nổ súng; nhưng nó cùng các tàu tuần dương khác và những tàu khu trục hộ tống được cho tách khỏi các tàu sân bay để bắn phá các mục tiêu đối phương trên đảo Satawan thuộc nhóm quần đảo Nomoi, Caroline.
Quay trở về Majuro vào ngày 4 tháng 5, Wichita ở lại đây và hoạt động huấn luyện trong một tháng trước khi chuyển đến Kwajalein, địa điểm tập trung lực lượng cho chiến dịch đổ bộ tiếp theo lên quần đảo Mariana còn do phía quân Nhật chiếm giữ. Trong thành phần Đơn vị Đặc nhiệm 53.10.8, nó hoạt động về phía Đông Nam Saipan, tham gia bắn phá khu vực phía Nam đảo này vào ngày 14 tháng 6, phá hủy các công sự trên bờ và vị trí phòng thủ dọc bờ biển phía Nam sang đến ngày hôm sau, và đến chiều tối đã hộ tống các tàu vận tải rỗng rút lui. Vào ngày 16 tháng 6, nó bắn phá các vị trí pháo đối phương tại bờ Tây đảo Guam trước khi quay trở lại Saipan, và sang ngày 17 tháng 6, nó gặp gỡ Đội đặc nhiệm 58.7 tại vị trí về phía Tây quần đảo Mariana. Trong ba ngày tiếp theo chiếc tàu tuần dương đã tuần tra trong khu vực, chờ đợi một lực lượng hạm đội Nhật Bản hùng hậu đang tiếp cận từ phía chính quốc Nhật Bản để phản công vào lực lượng đổ bộ.
Trong khuôn khổ Trận chiến biển Philippine, còn được biết đến dưới tên lóng "cuộc săn vịt trời Mariana vĩ đại", từ buổi sáng đến xế trưa ngày 19 tháng 6, Wichita góp phần vào hàng rào hỏa lực phòng không, vốn đã rất hiệu quả trong việc ngăn chặn máy bay đối phương không kích. Trong trận này, pháo thủ trên chiếc tàu tuần dương đã trợ giúp vào việc bắn rơi hai máy bay ném bom-ngư lôi Nakajima B5N "Kate"; và đến cuối trận chiến, thủy phi cơ của nó đã cứu vớt một phi công tiêm kích bị phía Nhật Bản bắn rơi.
Được cho tách ra, Wichita quay trở lại khu vực Saipan vào ngày 25 tháng 6 để tiếp tục hỗ trợ cho những hoạt động tác chiến tại đây. Nó tiếp tục ở lại để bảo vệ cho các tàu chở quân và tàu sân bay hộ tống cho đến đầu tháng 7. Sau khi Đơn vị Đặc nhiệm 52.17.8 của nó được đổi tên thành Đơn vị Đặc nhiệm 53.18.1, nó tham gia bắn phá các căn cứ và công sự đối phương trên bờ biển phía Tay đảo từ ngày 8 đến ngày 12 tháng 7, và sau khi quay trở lại Saipan từ ngày 13 đến ngày 17 tháng 7, nó lại đảm nhiệm vai trò bắn phá hỗ trợ tại Guam từ ngày 18 tháng 7 cho đến đầu tháng 8.
Rời Guam vào ngày 10 tháng 8, Wichita đi đến Eniwetok ba ngày sau đó, rồi tiếp tục lên đường vào ngày 29 tháng 8, gặp gỡ Đội đặc nhiệm 38.1 không lâu sau đó. Nó hộ tống cho các tàu sân bay nhanh trong khi máy bay của chúng không kích các mục tiêu Nhật Bản trên các quần đảo Palau, Caroline, Philippines và Đông Ấn thuộc Hà Lan, tấn công tàu bè và sân bay đối phương cũng như mở rộng phạm vi hoạt động đến tận miền Trung Philippines. Vào ngày 12 tháng 9, một thủy phi cơ của chiếc tàu tuần dương đã cứu vớt một phi công từ tàu sân bay Hornet bị rơi trong biển Camotes; rồi chỉ hai ngày sau đó, một hoạt động tìm kiếm giải cứu khác đã cứu vớt được hai phi công và hai thành viên đội bay xuất phát từ tàu sân bay Wasp (CV-18).
Đến giữa tháng 9, khi máy bay thuộc Đội đặc nhiệm 38.1 hỗ trợ trên không cho chiến dịch chiếm đóng Morotai, Wichita tiếp tục hộ tống cho các tàu sân bay nhằm bảo vệ cho cuộc đổ bộ cho đến ngày 20 tháng 9, khi lực lượng lên đường hướng đến đảo Luzon thuộc Philippines. Sang ngày hôm sau, máy bay thuộc đội đặc nhiệm không kích xuống khu vực phụ cận Manila, gây nhiều thiệt hại cho không quân và tàu bè đối phương. Sáng sớm ngày 22 tháng 9, phía Nhật Bản tìm cách phản công; lúc 07 giờ 34 phút, chiếc tàu tuần dương bắn rơi một máy bay đối phương cách con tàu 50 ft (15 m), quả bom nó mang theo rơi xuống biển vô hại. Một kẻ tấn công thứ hai lại bị bắn rơi 11 phút sau đó, rơi cách con tàu khoảng 8.000 yd (7.300 m).
Wichita tiếp tục nhiệm vụ hộ tống trong ngày 24 tháng 9 ở về phía Đông Bắc đảo Samar, trong khi máy bay thuộc Đội đặc nhiệm 38.1 tấn công căn cứ và tàu bè đối phương tại các đảo Cebu, Negros và Coron, Philippines. Nó lên đường vào ngày hôm sau để hướng đến quần đảo Admiralty, đi đến Manus ba ngày sau đó. Chiếc tàu tuần dương lại lên đường vào ngày 2 tháng 10 cho một chiến dịch không kích nhắm vào Okinawa. Nó phải chịu đựng biển động nặng và gió mạnh trên đường đi cho đến ngày 7 tháng 10, và bắt đầu cùng các tàu sân bay tiếp cận nhanh đến mục tiêu vào ngày 9 tháng 10. Các tàu sân bay bắt đầu tung ra các cuộc không kích vào ngày hôm sau. Đến 13 giờ 50 phút, một thủy phi cơ OS2U Kingfisher xuất phát từ tàu tuần dương hạng nhẹ Biloxi (CL-80) bị cạn nhiên liệu nên buộc phải hạ cánh gần Wichita, nó đã hỗ trợ vớt và sửa chửa chiếc thủy phi cơ của con tàu bạn.
Đến ngày 11 tháng 10, Wichita cùng đội đặc nhiệm di chuyển đến ngoài khơi mũi Engaño về phía cực Bắc đảo Luzon, nơi máy bay từ tàu sân bay không kích Aparri. Sang ngày 12 tháng 10, đội đặc nhiệm lại không kích Đài Loan nhằm phá hủy các sân bay và căn cứ Nhật Bản trên đảo này; đây là một phần của hoạt động chuẩn bị cho chiến dịch tái chiếm Philippine, bắt đầu bằng việc đổ bộ lên đảo Leyte. Trong đợt không kích được tiếp nối sang ngày 13 tháng 10, họ đã bắn rơi nhiều máy bay đối phương và gây hư hại nặng cho các cơ sở trên bờ.
Đội đặc nhiệm chịu đựng sự đề kháng và phản công đáng kể từ phía Nhật Bản. Sau khi tàu tuần dương hạng nặng Canberra (CA-70) trúng ngư lôi phóng từ máy bay làm ngập nước phòng động cơ và phòng nồi hơi, Wichita phải kéo Canberra, và dưới sự hộ tống của ba tàu tuần dương hạng nhẹ và năm tàu khu trục, di chuyển đến một vị trí về phía Đông Luzon. Đến ngày 14 tháng 10, tàu tuần dương hạng nhẹ Houston (CL-81) tiếp tục trúng ngư lôi, và phải được tàu tuần dương hạng nặng Boston (CA-69) kéo đi. Đến sáng ngày hôm sau, một tàu kéo đến thay phiên cho Wichita trong nhiệm vụ kéo Canberra; nhưng đang khi trên đường quay trở lại Đội đặc nhiệm 38.1, Wichita được lệnh tách ra để hộ tống cho Canberra và Houston rút lui về căn cứ an toàn.
Máy bay Nhật Bản lại tấn công đội hình "Đội đặc nhiệm hư hại" vào ngày 16 tháng 10, bất chấp hàng rào phòng thủ của máy bay tiêm kích tuần tra chiến đấu trên không (CAP) xuất phát từ hai tàu sân bay hạng nhẹ. Một máy bay đối phương đã xoay xở đánh trúng thêm một quả ngư lôi vào Houston một lần nữa, nhưng chưa đủ để có thể đánh chìm con tàu. Thủy phi cơ Seagull của Wichita được phóng lên lúc 15 giờ 22 phút đã cứu vớt một phi công của tàu sân bay Cabot (CVL-28) làm nhiệm vụ CAP bị rơi trên biển. Không quân tiếp tục bảo vệ cho lực lượng rút lui ra khỏi tầm hoạt động của máy bay đối phương đặt căn cứ trên bờ.
Sau khi né tránh một cơn bão vào ngày 18 tháng 10, Wichita tách khỏi lực lượng ba ngày sau đó, và sau khi được tiếp nhiên liệu, đã quay trở lại hoạt động tại khu vực về phía Tây Luzon. Nó sau đó quay xuống phía Nam hướng đến khu vực phía Tây đảo Leyte, trong khi máy bay từ tàu sân bay truy lùng lực lượng tàu chiến đối phương, rồi được phối thuộc cùng Lực lượng Đặc nhiệm 34 dưới quyền Phó đô đốc Willis A. Lee, bao gồm những thiết giáp hạm và tàu tuần dương mạnh nhất. Lực lượng đi lên phía Bắc để truy kích các tàu sân bay Nhật Bản mới được phát hiện ở cách 140 mi (230 km). Máy bay từ tàu sân bay đã không kích xuống Lực lượng phía Bắc Nhật Bản dưới quyền Phó đô đốc Jisaburō Ozawa, bao gồm những tàu sân bay còn lại của Hải quân Nhật, vốn hầu như không còn máy bay và chỉ hoạt động đơn thuần như là mồi nhữ nhằm lôi kéo Đệ Tam hạm đội Hoa Kỳ ra xa chiến trường chính tại Leyte.
Sau đó, Lực lượng Đặc nhiệm 34 nhận được lệnh quay mũi xuống phía Nam trợ giúp cho những tàu sân bay hộ tống của Đệ Thất hạm đội ngoài khơi Samar. Tuy nhiên, Wichita nằm trong một đội đặc nhiệm bao gồm bốn tàu tuần dương và chín tàu khu trục, được cho tách ra để sáp nhập cùng Lực lượng Đặc nhiệm 38 và tiếp tục truy đuổi các tàu sân bay Nhật. Nó cùng tàu tuần dương New Orleans (CA-32) vượt lên trước để kết liễu những mục tiêu đã bị không kích gây hư hại. Sau năm giờ, nó phát hiện tàu sân bay hạng nhẹ Chiyoda; và đạn pháo 8-inch từ hai chiếc tàu tuần dương đã biến đối thủ thành một xác tàu bốc cháy trong vòng nửa giờ. Wichita ngừng bắn lúc 16 giờ 42 phút, và Chiyoda đắm chỉ 13 phút sau đó.
Wichita và New Orleans tiếp tục được máy bay tiêm kích bay đêm xuất phát từ tàu sân bay Essex (CV-9) dẫn đường tiếp cận tàu khu trục Hatsuzuki lúc 18 giờ 40 phút, ít sau sau khi mặt trời lặn. Hatsuzuki kháng cự ngoan cường, nhưng chỉ có thể trì hoãn đôi chút số phận khi hoàn toàn bị áp đảo về lực lượng. Nó bị các tàu khu trục Hoa Kỳ tháp tùng hộ tống tấn công bằng ngư lôi, trước khi chịu đựng pháo hạng nặng từ hai chiếc tàu tuần dương. Wichita khai hỏa lúc 19 giờ 10 phút, và Hatsuzuki nổ tung và đắm lúc 20 giờ 56 phút. Dù sao đạn pháo bắn trả từ chiếc tàu khu trục đối phương cũng nhiều lần vây quanh Wichita, và khiến một thủy thủ bị thương nhẹ do mảnh đạn pháo.
Sau Trận chiến vịnh Leyte, Wichita tiếp nối nhiệm vụ hộ tống các tàu sân bay nhanh, hoạt động chủ yếu về phía Đông đảo Samar, rồi hỗ trợ cho lực lượng tác chiến trên bộ tại đảo Leyte vào ngày 28 tháng 10. Nó phải chống trả lại một đợt không kích quy mô lớn của đối phương vào ngày 30 tháng 10, khi các tàu sân bay Franklin (CV-13) và Belleau Wood (CVL-24) bị hư hại do trúng bom. Chiếc tàu tuần dương khởi hành vào ngày 31 tháng 10, và về đến Ulithi vào ngày 2 tháng 11, nơi nó được nghỉ ngơi, bảo trì và tiếp liệu.
Đang hoạt động tại khu vực ngoài khơi Leyte và Luzon vào giữa tháng 11, Wichita phát hiện động cơ số 4 của nó bị rung động mạnh do trục chân vịt bị gảy và chân vịt bị kéo lê. Do không thể hoạt động an toàn nếu di chuyển ở tốc độ cao, con tàu khởi hành vào ngày 18 tháng 11 để quay trở về Ulithi, về đến khu vực quần đảo Caroline vào ngày 20 tháng 11. Sau khi Chuẩn đô đốc Charles Turner Joy chuyển cờ hiệu Tư lệnh Đội Tuần dương 6 sang chiếc San Francisco, Wichita được các thợ lặn kiểm tra trước khi lên đường quay trở về Hoa Kỳ. Họ phát hiện một cột chống cho chân vịt số 3 cũng bị nứt; như vậy con tàu thực hiện hành trình quay về vùng bở Tây chỉ với hai động cơ hoạt động. Rời Ulithi vào ngày 27 tháng 11, nó được tiếp nhiên liệu tại Eniwetok và có chặng dừng tại Trân Châu Cảng, nó tiếp tục chuyến đi vào ngày 9 tháng 12, hướng đến San Pedro, California.

### 1945
Về đến vùng bờ Tây sáu ngày sau đó, Wichita chuyển đến Xưởng hải quân Long Beach, Terminal Island ít lâu sau đó, và ở lại xưởng tàu cho đến ngày 8 tháng 2, 1945. Lên đường đi Trân Châu Cảng vào ngày 28 tháng 2, nó đi đến vùng biển Hawaii vào ngày 6 tháng 3, nhưng chỉ ở lại đây trong năm ngày trước khi tiếp tục hướng sang khu vực quần đảo Caroline ngang qua khu vực Marshall. Được tiếp nhiên liệu tại Eniwetok, nó đi đến Ulithi vào ngày 20 tháng 3.
Trong thành phần Lực lượng Đặc nhiệm 54, Wichita khởi hành đi Okinawa tham gia chiến dịch đổ bộ cuối cùng trong cuộc chiến tranh. Hoạt động trong thành phần Đơn vị Đặc nhiệm 54.2.3, nó bảo vệ cho hoạt động của các tàu quét mìn tại Khu vực Hỗ trợ Hỏa lực 4 vào ngày 25 tháng 3, rồi rút lui ra biển vào ban đêm. Sang ngày hôm sau, đang khi hoạt động tại Khu vực Hỗ trợ Hỏa lực 3 ngoài khơi Okinawa, trinh sát viên phát hiện bên mạn phải tàu một kính tiềm vọng của tàu ngầm lúc 09 giờ 32 phút. Con tàu lập tức bẻ lái khẩn cấp sang mạn phải và né tránh được một quả ngư lôi đang phóng đến.

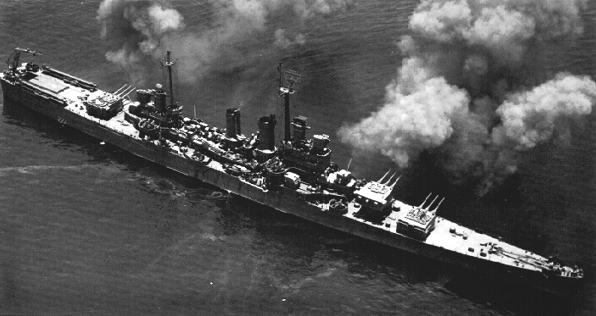
Wichita đang bắn dàn pháo chính qua mạn.

Lúc 13 giờ 50 phút, Wichita khai hỏa dàn pháo chính nhắm vào những mục tiêu Nhật Bản trên đảo Okinawa, nó ngừng bắn lúc 16 giờ 30 phút và rút lui ra phía biển vào ban đêm. Ngay sau bình minh ngày hôm sau 27 tháng 3, nhiều máy bay đối phương đã tấn công đội hình của chiếc tàu tuần dương, và các pháo thủ trên tàu đã bắn rơi một kẻ tấn công. Trong suốt ngày hôm đó nó tiếp tục nả pháo vào các công sự phòng thủ trên đảo; thâm chí các thủy phi cơ SOC Seagull của nó cũng tham gia cuộc tấn công khi ném hai quả bom.
Vào sáng sớm ngày hôm sau 28 tháng 3, những quả thủy lôi trôi nổi trên biển đã làm trì hoãn, nhưng không ngăn được hoạt động bắn phá của Wichita. Nó rút lui đến Kerama Retto vào ngày hôm sau để được tiếp đạn dược; nhóm đảo về phía Tây Nam Okinawa này vẫn đang trong quá trình dập tắt các ổ đề kháng đối phương cuối cùng để có thể sử dụng như một căn cứ tiền phương cho chiến dịch Okinawa, và chiếc tàu tuần dương là một trong những tàu chiến đầu tiên sử dụng vùng biển này cho các hoạt động hậu cần. Sau khi có được đầy đủ đạn pháo, nó lại tiếp tục hoạt động bắn phá tại Okinawa, hỗ trợ cho hoạt động của các Đội phá hoại dưới nước (UDT: underwater demolition team), kéo dài sang đến ngày hôm sau 30 tháng 3, đồng thời bắn phá các mục tiêu chọn lọc trên đảo. Sang ngày 31 tháng 3, con tàu bắn phá các bãi đổ bộ nhằm chuẩn bị cho cuộc đổ bộ, rồi rút lui ra biển để bảo vệ cho các tàu vận chuyển đang tiếp cận chiến trường.
Vào đúng ngày Chúa nhật Phục sinh 1 tháng 4, cuộc đổ bộ toàn diện diễn ra tại Okinawa; Wichita đã cung cấp hỏa lực vô hiệu hóa các cứ điểm phòng thủ của đối phương tại các bãi đổ bộ hướng Đông Nam, bắn hầu như liên tục mọi cỡ pháo từ 8-inch cho đến 40 mm. Đến gần giữa trưa nó ngừng bắn sau khi hỏa lực hải pháo không còn cần thiết, và được tiếp đạn dược. Con tàu đã bắn hải pháo hỗ trợ theo yêu cầu vào ngày 2 tháng 4, trước khi được tiếp nhiên liệu và đạn dược tại Kerama Retto vào ngày 3 tháng 4. Nó sau đó chiếm lấy vị trí hỗ trợ hỏa lực gần Ie Shima và hỗ trợ cho hoạt động của các tàu quét mìn tại khu vực này vào ngày 4 tháng 4; vào ban đêm, nó bắn pháo quấy rối các vị trí phòng thủ của đối phương trên đảo. Sang ngày 5 tháng 4, chiếc tàu tuần dương gia nhập Đội đặc nhiệm 51.19 về phía Đông Okinawa để cùng với Tuscaloosa, Maryland (BB-46) và Arkansas (BB-33) tiến hành bắn phá Tsugen Shima, tuy nhiên việc máy bay đối phương xuất hiện và không kích vào hạm đội đã khiến cho nhiệm vụ này bị hủy bỏ. Dù sao nó vẫn nả pháo vào các khẩu đội bờ biển đối phương tại Chiyama Shima, vốn trước đó đã bắn vào thiết giáp hạm Nevada (BB-36).
Vào ngày 6 tháng 4, Wichita truy lùng và bắn phá các mục tiêu vị trí tập trung quân, xe tăng, xe cộ hay tàu thuyền tại khu vực bờ biển phía Đông Okinawa. Lúc hoàng hôn, một chiếc máy bay tiêm kích A6M Zero bất ngờ ló ra từ đám mây phía đuôi tàu bên mạn trái; dường như đây là một sự bất ngờ cho cả hai phía, cả hai bên đều không có phản ứng phù hợp kịp thời. Khi chiếc Zero bắt đầu đâm hướng xuống cầu tàu, hỏa lực phòng không của con tàu đã kịp thời bắn trúng khiến đối thủ nổ tung ngay bên trên và rơi xuống biển bên mạn phải phía mũi tàu; con tàu không chịu bất kỳ hư hại hay thương vong nào.
Wichita đi đến Nakagusuku Wan vào ngày hôm sau, một vùng biển sau đó được Hải quân Hoa Kỳ đặt tên là vịnh Buckner, và bắn phá một khẩu đội pháo bờ biển đối phương. Đối phương đã bắn nhiều phát đạn pháo vây quanh con tàu bên mạn trái, nhưng cuối cùng cũng bị vô hiệu hóa và im tiếng. Trong hai ngày tiếp theo chiếc tàu tuần dương tiếp tục hoạt động bắn phá quấy rối và bắn vào các mục tiêu trinh sát được, trước khi lên đường đi Kerama Retto vào xế trưa ngày 10 tháng 4, nơi nó được tiếp tế và tiếp đạn dược. Nó quay trở lại khu vực bắn phá vào sáng ngày hôm sau.
Wichita còn tiếp tục phục vụ thêm bốn lượt khác tại khu vực Okinawa, và đã hai lần chịu đựng hư hại. Vào ngày 27 tháng 4, một quả đạn pháo đối phương đã bắn thủng một thùng chứa nhiên liệu 5 ft (1,5 m) bên dưới mực nước. Con tàu tiếp tục hoạt động bắn pháo quấy rối các vị trí quân Nhật vào ngày hôm sau, nhưng mọi nỗ lực nhằm bịt kín lổ thủng đã không thành công; nó được sửa chữa tại Kerama Retto trong các ngày 29 và 30 tháng 4. Sau đó vào ngày 12 tháng 5, trong một đợt không kích của máy bay đối phương, một quả đạn pháo 5-inch bắn nhầm từ tàu bạn đã trúng vào máy phóng thủy phi cơ bên mạn trái, mảnh đạn trúng vào tấm chắn bộ điều khiển hỏa lực phòng không. Mười hai thành viên thủy thủ đoàn đã bị thương, trong đó một người bị thương nặng đã từ trần vào ngày hôm sau.
Sau khi rút lui về Leyte, Philippines để nghỉ ngơi và tiếp liệu, Wichita quay trở lại khu vực Okinawa vào ngày 18 tháng 6. Cho đến khi chiến tranh chấm dứt, nó bảo vệ chống ngầm và phòng không cho những hoạt động quét mìn tại phía Tây Okinawa. Nó đang ở ngoài khơi hòn đảo vào ngày 15 tháng 8, khi nhận được tin Nhật Bản chấp nhận đầu hàng, kết thúc cuộc xung đột.

### Sau chiến tranh
Không lâu sau đó Wichita tham gia vào thành phần Lực lượng Chiếm đóng để giải giới Nhật Bản. Nó khởi hành từ vịnh Buckner vào ngày 10 tháng 9, cùng với Đội đặc nhiệm 55.7 đi đến thành phố Nagasaki,Nagasaki vào ngày hôm sau. Trong những ngày con tàu lưu lại tại đây, khoảng 10.000 cựu tù binh chiến tranh Đồng Minh đã được di tản thông qua cảng này. Sau đó nó chuyển đến Sasebo vào ngày 25 tháng 9, ở lại đây trong bốn ngày và quay trở lại Nagasaki vào ngày 29 tháng 9. Chiếc tàu tuần dương hạng nặng đang ở lại cảng Sasebo khi một cơn bão càn quét qua khu vực này từ ngày 9 đến ngày 11 tháng 10; may mắn là nó đã không chịu thiệt hại gì trong cơn bão. Trong thời gian ở lại Sasebo, sĩ quan trên tàu đã thanh tra các phương tiện cảng và tàu bè, giám sát việc Nhật Bản tuân thủ theo những điều khoản của thỏa thuận đầu hàng.
Nhận mệnh lệnh quay trở về Hoa Kỳ vào ngày 5 tháng 11, Wichita đón lên tàu những hành khách có nhu cầu hồi hương, rồi khởi hành vào ngày hôm sau. Con tàu được tiếp nhiên liệu tại Tokyo trước khi tiếp tục hành trình đi San Francisco, đến nơi vào ngày 24 tháng 11. Nó vào ụ tàu của Xưởng hải quân Mare Island hai ngày sau đó để được sửa chữa, đồng thời được cải biến để làm nhiệm vụ vận chuyển hành khách trong khuôn khổ Chiến dịch Magic Carpet. Rời ụ tàu vào ngày 1 tháng 12, nó rời vùng bờ Tây vào ngày 6 tháng 12 để đi sang quần đảo Hawaii, đến nơi vào ngày 12 tháng 12, để rồi tiếp tục hướng đến khu vực quần đảo Mariana. Với những hành khách được đón lên tàu tại Saipan, nó về đến San Francisco vào ngày 12 tháng 1, 1946.
Rời vùng bờ Tây vào ngày 27 tháng 1 để chuyển sang vùng bờ Đông, Wichita băng qua kênh đào Panama từ ngày 5 đến ngày 9 tháng 2 và đi đến Philadelphia vào ngày 14 tháng 2. Nó được phân về Hạm đội 16 (tiền thân của Hạm đội Dự bị Đại Tây Dương) và đực đưa về thành phần dự bị vào ngày 15 tháng 7, 1946 và bỏ không tại Philadelphia. Con tàu được cho xuất biên chế vào ngày 3 tháng 2, 1947, không bao giờ được huy động trở lại, và cho rút tên khỏi danh sách Đăng bạ Hải quân vào ngày 1 tháng 3, 1959. Con tàu được bán cho hãng Union Minerals and Alloys Corp vào ngày 14 tháng 8, 1959 để tháo dỡ.

## Phần thưởng
Wichita được tặng thưởng 13 Ngôi sao Chiến đấu do thành tích phục vụ trong Thế Chiến II. Ngoài ra con tàu còn được tặng thưởng:
|                                         | Bronze star               |  |
| Silver star · Silver star · Bronze star | Bronze star · Bronze star |  |
|                                         |                           |  |

| Dãi băng Hoạt động Tác chiến                                             | Huân chương Phục vụ Phòng thủ Hoa Kỳ với 1 Ngôi sao Chiến trận               | Huân chương Phục vụ Phòng thủ Hoa Kỳ với 1 Ngôi sao Chiến trận               | Huân chương Chiến dịch Hoa Kỳ                           |
| Huân chương Chiến dịch Châu Á-Thái Bình Dương với 11 Ngôi sao Chiến trận | Huân chương Chiến dịch Châu Âu-Châu Phi-Trung Đông với 2 Ngôi sao Chiến trận | Huân chương Chiến dịch Châu Âu-Châu Phi-Trung Đông với 2 Ngôi sao Chiến trận | Huân chương Chiến thắng Thế Chiến II                    |
| Huân chương Phục vụ Chiếm đóng Hải quân                                  | Đơn vị Tuyên dương Tổng thống (Cộng hòa Philippine)                          | Đơn vị Tuyên dương Tổng thống (Cộng hòa Philippine)                          | Huân chương Giải phóng Philippine (Cộng hòa Philippine) |